# Umberto Volante
Umberto Volante (Cona, 5 maggio 1925 – Merano, 15 aprile 2016) è stato uno scultore italiano.

## Biografia
Nato a Cona, in provincia di Venezia, Umberto Volante si trasferì con la famiglia all'età di tre anni a Merano, in provincia di Bolzano. Dopo la scuola primaria, frequentò l'Istituto statale d'arte a Ortisei, diventando maestro d'arte sotto la guida di Ludwig Moroder (Bera Ludwig); in questo periodo fu in stretto contatto, tra gli altri, con Augusto Murer, Bruno Visentin e Claudio Trevi.
Si diplomò quindi all'Istituto d'arte dei Carmini a Venezia, allora diretto dal prof. Giorgio Wenter Marini.
Frequentò successivamente il Magistero d'Arte e l'Accademia di belle arti di Venezia, sotto la guida di Alberto Viani. Nel 1948 iniziò l'attività di scultore nel suo studio a Merano, alternandola con la docenza di intaglio presso l'Istituto d'arte dei Carmini che proseguì fino al 1965 (tranne un intervallo tra il 1950 e il 1956).
In questo periodo approfondì anche l'uso delle altre tecniche plastiche, come maiolica, mosaico, bronzo, metallo sbalzato, nonché delle tecniche pittoriche dell'affresco e del graffito e delle tecniche grafiche della xilografia. Entrò in contatto con diversi artisti dell'ambiente veneziano di allora, come Federico De Rocco, Mario Dinon, Bruno Saetti, Giulio Alchini, Amedeo Renzini, Sergio Schirato, Riccardo Schweizer, Yvan Beltrame, Eronda (Mario De Donà), Gazar Ghazikian.
Nell'intervallo tra il 1950 e il 1956 visse nuovamente a Merano, dove frequentò l'ambiente artistico della cittadina del Passirio e dove strinse amicizia con altri artisti, come Ugo Claus, Oswald Kofler, Oskar Müller, Peter Fellin, Anton Frühauf, Emilio Dall'Oglio.
Dopo aver compiuto diversi viaggi soggiornando in diverse città europee, si stabilì definitivamente a Merano, proseguendo la propria ricerca e produzione artistica insieme con la docenza di educazione artistica presso la Scuola Media G. Segantini.
Fu chiamato a realizzare affreschi e graffiti decorativi per numerosi edifici a Merano, Lagundo, Roveré della Luna, Malosco, Anterselva, Castello Tesino.
Progettò e decorò alcune tombe situate nel cimitero di Merano.
Dal 1963 al 1973 organizzò corsi di ceramica, frequentati da numerosi cittadini e cittadine, cui insegnò la tecnica della modellazione e della decorazione di ceramica, maiolica e terracotta; al termine dei corsi i lavori dei corsisti vennero esposti presso il Kursaal di Merano, ospitati dalla Azienda di soggiorno.
Dopo il pensionamento, continuò ad ampliare e ad approfondire l'uso dei vari mezzi espressivi (smalto su bronzo, strappo di affresco, lacca su legno), proseguendo la sua produzione fino agli ultimi mesi prima della sua scomparsa.

### Viaggi
Grande importanza assunsero, nella produzione artistica di Umberto Volante, i diversi viaggi compiuti in Europa:
- viaggio a Parigi, con la moglie Nora e l'amico Giulio Alchini, nel 1957;
- viaggio a Madrid, con la famiglia, attraverso Francia e Spagna, nel 1959;
- viaggio attraverso l'Italia, con la famiglia, nel 1963;
- viaggi ad Atene, con la famiglia, attraverso Jugoslavia, Ungheria, Romania, Bulgaria e Turchia, negli anni 1968, 1969, 1971 e 1974;
- viaggi a Hämeenlinna, con la moglie Nora, il fratello Tiziano e la cognata Sirpa.

## Attività artistica

### Mostre collettive
- Mostra di arte moderna, Kursaal, Merano, 20 ottobre - 5 novembre 1950
- XXVII Esposizione internazionale d'arte, Venezia, 19 giugno - 27 ottobre 1954
- Mostra dell'artigianato artistico veneto, Ginevra, 1954-1955
- Mostra internazionale dell'Artigianato, Monaco di Baviera, 1956
- XXVIII Esposizione internazionale d'arte, Venezia, 16 giugno - 21 ottobre 1956
- Santini, Volante e Tosello, Comune di Venezia Opera Bevilacqua La Masa (oggi Fondazione Bevilacqua La Masa), Venezia, 1-12 giugno 1958
- Scultori veneziani, Comune di Venezia Opera Bevilacqua La Masa, Venezia, 5-15 ottobre 1961
- Rassegna artistico-benefica in onore di Papa Giovanni XXIII, Merano, 20 aprile - 26 maggio 1991
- Seno guerriero, Pinacoteca Civica "G. Cattabriga", Bondeno, 2005
- Prospettive di futuro, MeranoArte, Merano, 2012[2]

### Mostre personali
- Opera Bevilacqua La Masa (oggi Fondazione Bevilacqua La Masa), Venezia, 1958
- Galleria Kuperion, Merano, 1973 e succ.
- Disegni e sculture, Sala esposizione dell'Azienda di Soggiorno, Merano, 13-21 gennaio 1973
- Sala "Gente di Mare", Deiva Marina (SP), giugno-luglio 1990
- Chiesa della Torricella, Biblioteca comunale di Castello Tesino, agosto 1993
- Galleria d'arte della Banca Popolare dell'Alto Adige, Merano, dicembre 1994
- Centro per la cultura, Mairania 857, Merano, 2006
- Sala espositiva, Comune di Soave, luglio 2013
- Sala civica, Merano, maggio-giugno 2014
- Museo Testa di Ponte, Lagundo, aprile 2015

### Opere principali
- Armadio con bassorilievi in legno di rovere, collezione Peggy Guggenheim, Venezia, 1954
- Portali in legno di rovere, chiesa di S. Maria Assunta, Merano, 1957
- Pala di altare in maiolica smaltata e dorata in terza cottura, chiesa di S. Maria Assunta, Merano, 1959
- Via crucis in maiolica smaltata e dorata in terza cottura, chiesa di S. Maria Assunta, Merano, 1960
- Crocifisso in bassorilievo in legno di rovere, chiesa di Cristo Re, Trento, 1959
- Allegoria della scuola, bassorilievo in bronzo, Scuola Media G. Segantini, Merano, 1967
- Stele in memoria di Piero Richard, bassorilievo in bronzo, Ippodromo di Maia, Merano, 1972
- Meridiana, maiolica, Istituto Maiense, Merano, 1987
- Ripristino dei putti, cemento bianco, fronte del teatro civico di Merano "G. Puccini", 1993
- Decorazioni sulla facciata del Municipio, bassorilievo in ceramica e graffiti, Castello Tesino (TN), 1992

### Altre opere
- Torso, legno di bosso
- Figura distesa, legno di bosso
- Figura seduta, legno di padouk
- Figura accovacciata, legno di palissandro
- Figura seduta, ceramica in terza cottura
- Centaura con arco, bronzo a cera persa